# Wincenty Wrosz
Wincenty Wrosz (Vicente Wrosz) (ur. 4 sierpnia 1923 w Przetoczynie na Kaszubach, zm. 25 kwietnia 2009) – oficer, a później zakonnik Zgromadzenia Słowa Bożego.

## Życiorys
Cztery lata po jego przyjściu na świat rodzina przeprowadziła się do Wejherowa. Po szkole podstawowej trafił do niższego seminarium duchownego księży werbistów w Górnej Grupie pod Grudziądzem. Podczas II wojny światowej w lipcu 1944 r. w czasie ofensywy radzieckiej nie wycofał się z linii frontu, ale poddał się i zgłosił do wojska polskiego. Szkolił się nad Oką w tej samej szkole oficerskiej co Wojciech Jaruzelski. Potem przeszedł szlak bojowy aż do Kołobrzegu, gdzie został ranny i trafił do szpitala. Jako seminarzysta uzyskał zwolnienie z wojska i w 1946 r. zamienił mundur oficera kościuszkowskiego na sutannę werbistowską. Święcenia kapłańskie przyjął 8 lipca 1951 w Pieniężnie.
W 1958 udało mu się zdobyć paszport. Wyjechał do pracy misyjnej i polonijnej w Brazylii. Tam przepracował 45 lat. Była to głównie praca duszpasterska, chociaż w latach 1964-1966 nauczał w niższym seminarium werbistowskim w Ponta Grossie. Opracował broszurkę: Odpowiedzi Biblii na zarzuty przeciw Kościołowi katolickiemu, która miała dziesiątki wydań, a ukazało się jej ponad milion egzemplarzy. Był też autorem Katechizmu integralnego pt. Catecismo da História Sagrada (1963), który uzyskał imprimatur abp. diecezji Anápolis zaczął się przyjmować w różnych diecezjach. Jako emeryt wraca do Polski 1 lipca 2004 osiada w Domu Misyjnym Św. Józefa w Górnej Grupie, spoczął na miejscowym cmentarzu klasztornym.